# Loch Stemster
Loch Stemster är en sjö i Storbritannien.   Den ligger i kommunen Highland och riksdelen Skottland, i den norra delen av landet, 800 km norr om huvudstaden London. Loch Stemster ligger 167 meter över havet.  Trakten runt Loch Stemster består i huvudsak av gräsmarker.